# Golf aux États-Unis
Le Golf aux États-Unis remonte à 1888 avec le tout premier club de golf américain conçu par le pionnier du golf John Reid. 
Le XXe siècle, avec la Première Guerre mondiale a redéfini la hiérarchie mondiale où les Américains parviennent à mettre fin à l'hégémonie des Britanniques.

## Histoire

### Les origines
Le golf a été introduit pour la toute première fois en Amérique du Nord en 1873, grâce à un immigré écossais Alexander Dennistoun qui fonda à Montréal le tout premier parcours de golf, connu aujourd'hui sous le nom de Royal Montréal. Il en fut de même pour les États-Unis, grâce à John Reid et quelques amis écossais habitant dans la ville de Yonkers située au sud de l'État de New York. Le 22 février 1888, ils arrivèrent à négocier un trois trous rudimentaire que John Reid avait dans un champ situé près de sa maison. Quelques mois plus tard, le 14 novembre 1888 John Reid rédigea une constitution pour un club de golf, ainsi naquit le premier club de golf des États-Unis. 
En 1894, le premier championnat national golf amateur américain qui a d'abord été joué, était dans le club de Newport sur Rhode Island Golf. Il a été joué sur 36 trous. Le championnat s'est d'abord bien passé jusqu'à ce qu'un certain Charles Blair Macdonald s'effondra au deuxième tour avec un score de 100, perdant d'un coup derrière William G. Lawrence. Macdonald protesta qu'il avait été injustement pénalisé par une décision controversée. Les organisateurs furent convaincus de rejouer le tournoi sous forme d'un match-play un mois plus tard. Cette fois, Macdonald perdit en finale face à un Mr Stoddard (après avoir failli ne pas avoir surmonté les effets d'une bouteille de champagne qu'il avait bue pendant le déjeuner). Les critiques de Macdonald à l'encontre du vainqueur une fois de plus étaient confirmées et le championnat ne compta pas. Malgré ces évènements rocambolesques, Macdonald a plus tard grandement contribué au jeu. En 1895, le championnat de golf amateur des États-Unis a été beaucoup plus un succès que l'édition précédente et a été couru sous les auspices de l'United States Golf Association (USGA) et son premier président Theodore Havemeyer. Il devait être considéré comme le premier championnat amateur américain "officiel". Comme la première édition controversée, le tournoi a été joué au club de golf de Newport sur Rhode Island. L'organisateur Theodore Havemeyer invita des représentants des cinq clubs les plus importants : St Andrew's, Shinnecock Hills, Chicago, Newport et le Country Club de Brookline. Macdonald a été une fois de plus dans la compétition qu'il remporta face à Charles Sands et fut considéré comme un succès.
Le lendemain même, eu lieu le 4 octobre 1895 le premier US Open sur le même parcours du club de Newport sur Rhode Island Golf. Il fut disputé en 36 trous sur un seul jour, et 11 joueurs y participèrent avec 10 professionnels et un amateur. La première édition fut gagnée par Horace Rawlins, un Anglais.
À partir de 1895, le golf s'implante en Amérique et s'épanouit dans les années folles (1920) comme il l'avait dans les Gay Nineties (1890) pour la même raison : un boom économique. En 1896, le nombre de parcours de golf était de 80, quatre ans plus tard, il était déjà de 982. Cette importante augmentation montra qu'à la fin du siècle, il y avait plus de golfs aux États-Unis que dans tout le Royaume-Uni. Le jeu a survécu à la Grande Dépression et la Seconde Guerre mondiale, et a su se revitaliser dans les années 1960 grâce à Arnold Palmer, le président Eisenhower et la télévision.

### Époques modernes
En avril 1997, Tiger Woods remporte son premier tournoi majeur, le Masters en établissant 20 records et en égalant 6 autres (dont victoire la plus large avec 12 coups d'avance sur le second et meilleur score avec -18). Il devient au même moment le premier afro-américain à remporter un Majeur.
Le golf est très populaire aux États-Unis avec 25 millions d'adeptes. Quasiment tous les présidents américains des XXe et XXIe siècles pratiquent régulièrement le sport.

## Membres du World Golf Hall of Fame

### Messieurs
| - (1974) Walter Hagen - (1974) Ben Hogan - (1974) Bobby Jones - (1974) Byron Nelson - (1974) Jack Nicklaus - (1974) Francis Ouimet - (1974) Arnold Palmer - (1974) Gene Sarazen - (1974) Sam Snead - (1975) Fred Corcoran - (1975) Joseph Dey - (1975) Chick Evans - (1976) Tommy Armour - (1976) Jerome Travers - (1977) Herb Graffis - (1977) Donald Ross - (1978) Billy Casper - (1978) Bing Crosby - (1978) Clifford Roberts - (1979) Walter Travis - (1980) Lawson Little | - (1981) Ralph Guldahl - (1981) Lee Trevino - (1982) Julius Boros - (1983) Jimmy Demaret - (1983) Bob Hope - (1986) Cary Middlecoff - (1987) Robert Trent Jones, Sr. - (1988) Bob Harlow - (1988) Tom Watson - (1989) Jim Barnes - (1989) Raymond Floyd - (1990) William C. Campbell - (1990) Gene Littler - (1990) Paul Runyan - (1990) Horton Smith - (1992) Harry Cooper - (1992) Hale Irwin - (1992) Richard Tufts - (1996) Johnny Miller - (1998) Lloyd Mangrum | - (2000) Jack Burke Jr. - (2000) Deane Beman - (2001) Payne Stewart - (2001) Karsten Solheim - (2002) Ben Crenshaw - (2002) Tommy Bolt - (2002) Harvey Penick - (2003) Leo Diegel - (2004) Charlie Sifford - (2004) Tom Kite - (2006) Larry Nelson - (2006) Henry Picard - (2006) Mark McCormack - (2007) Hubert Green - (2007) Charles Blair Macdonald - (2007) Curtis Strange - (2008) Pete Dye - (2008) Denny Shute - (2008) Herbert Warren Wind - (2008) Craig Wood | - (2009) Dwight D. Eisenhower - (2009) Lanny Wadkins - (2011) Doug Ford - (2011) Jock Hutchison - (2011) Frank Chirkinian, producteur de télévision - (2011) George H. W. Bush - (2012) Phil Mickelson - (2012) Dan Jenkins - (2013) Fred Couples - (2013) Ken Venturi - (2015) Mark O'Meara - (2015) A. W. Tillinghast - (2017) Davis Love III - (2019) William Porter Payne - (2019) Dennis Walters |

### Dames
| - (1951) Betty Jameson - (1951) Patty Berg - (1951) Louise Suggs - (1951) Mildred Didrickson Zaharias - (1960) Betsy Rawls - (1964) Mickey Wright - (1975) Glenna Collett-Vare - (1975) Kathy Whitworth - (1977) Sandra Haynie - (1977) Carol Mann - (1978) Dorothy Campbell Hurd Howe - (1982) JoAnne Carner - (1987) Nancy Lopez | - (1991) Pat Bradley - (1993) Patty Sheehan - (1994) Dinah Shore - (1995) Betsy King - (1999) Amy Alcott - (2000) Beth Daniel - (2000) Juli Inkster - (2000) Judy Rankin - (2001) Donna Caponi - (2001) Judy Bell - (2002) Marlene Bauer Hagge - (2006) Marilynn Smith - (2008) Carol Semple Thompson |

## Liens
- Site officiel de l'United States Golf Association